# Bleek weidegroefkopje
Het bleek weidegroefkopje (Tapinocyba insecta) is een spinnensoort in de taxonomische indeling van de hangmatspinnen (Linyphiidae).
Het dier behoort tot het geslacht Tapinocyba. De wetenschappelijke naam van de soort werd voor het eerst geldig gepubliceerd in 1869 door Ludwig Carl Christian Koch.